# Середньорогатська (станція)
Середньорогатська (рос. Среднерогатская) — вантажна залізнична станція в Санкт-Петербурзі  на «південній портовій залізниці» між станціями Передпортова і Купчинська. Заснована в 1914 р, названа по Середній Рогатці. Від станції відгалужуються колії примикання на станцію Шушари та на станцію Шосейна.
Розташована на півдні Санкт-Петербурга, на північ від житлової частини селища Шушари, між «Пулковською» і «московсько-вітебською» розв'язками СПбКАД (тягнеться уздовж «внутрішнього кільця» магістралі). Під'їзди «південної залізниці» до станції проходять по мостам над Пулковським шосе, Московським шосе і Вітебським проспектом.
На північний захід від станції в системі шляхопроводів розв'язки КАД з Пулковським шосе (а також зі споруджуваної платної дороги М11) знаходиться також пасажирська платформа «Аеропорт» Лузького напрямку.
Працюючий в нічну зміну на станції маневровий локомотив ділиться навпіл зі станцією Купчинська.